# Spoorlijn Rogów - Biała Rawska
De spoorlijn Rogów - Biała Rawska is een in de Poolse woiwodschap Łódź gelegen smalspoorlijn die gedeeltelijk in gebruik is als museumspoorlijn.  
De lijn is in 1915 als militaire veldspoorlijn aangelegd door het Duitse leger om het oostelijke front nabij de rivieren Rawka en Pilica te bevoorraden. De lijn sluit bij Rogów aan op het Poolse spoorwegnet.
Na de Eerste Wereldoorlog werd de lijn overgenomen door de Poolse spoorwegen (PKP). In 1954 is spoorbreedte aangepast van 600 naar 750 millimeter. Sinds 1996 is de spoorlijn aangewezen als een Pools rijksmonument.
Het regulier verkeer door de Poolse spoorwegen is gestaakt op 1 juni 2001. Een jaar later is de lijn heropend als museumspoorlijn door de Fundacja Polskich Kolei Wąskotorowych (Poolse Smalspoor Stichting).  Bij het goederenstation van Rogów (Rogów Towarowy) bevindt zich de op een na grootste collectie historisch smalspoor materieel van Polen. Van begin mei tot eind september rijden er museumtreinen.
Sinds 2016 kan het gedeelte tussen Jeżów en Rawa Mazowiecka niet meer worden bereden vanwege de slechte staat van de spoorbaan. Vanaf 2018 rijden er alleen nog toeristische treinen tussen de stations Rogów en Jeżów. 